# Robert (Auszeichnung)/Bester Hauptdarsteller
Gewinner des dänischen Filmpreises Robert in der Kategorie Bester Hauptdarsteller (Årets mandlige hovedrolle). Die Dänische Filmakademie (Danmarks Film Akademi) vergibt seit 1984 alljährlich ihre Auszeichnungen für die besten Filmproduktionen und Filmschaffenden Ende Januar beziehungsweise Anfang Februar auf dem Robert Festival in Kopenhagen.

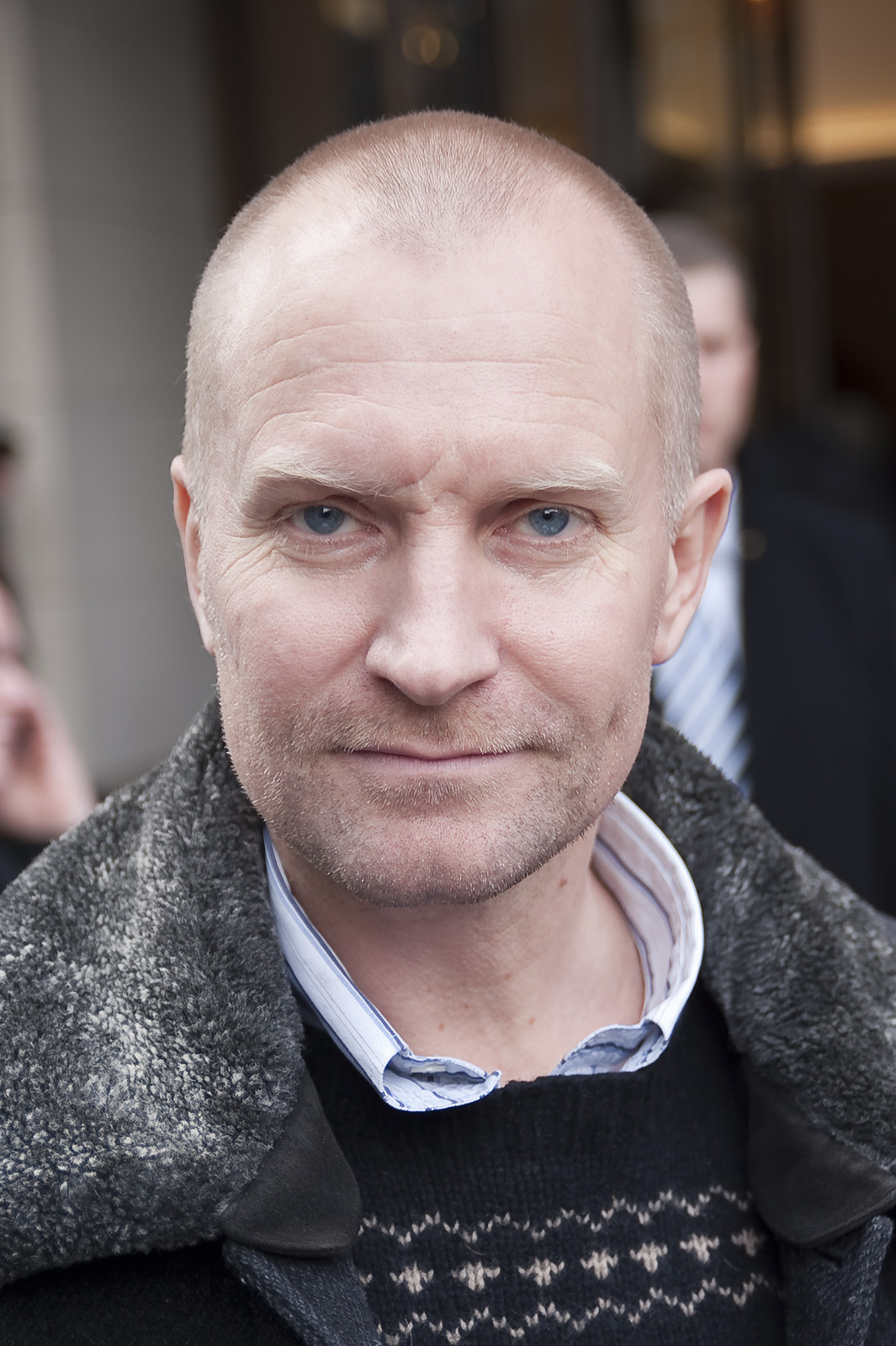
Ulrich Thomsen

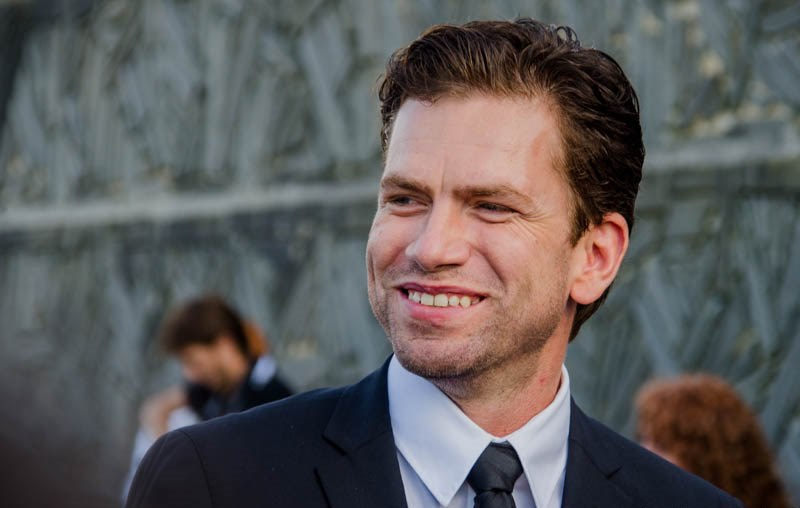
Nikolaj Lie Kaas

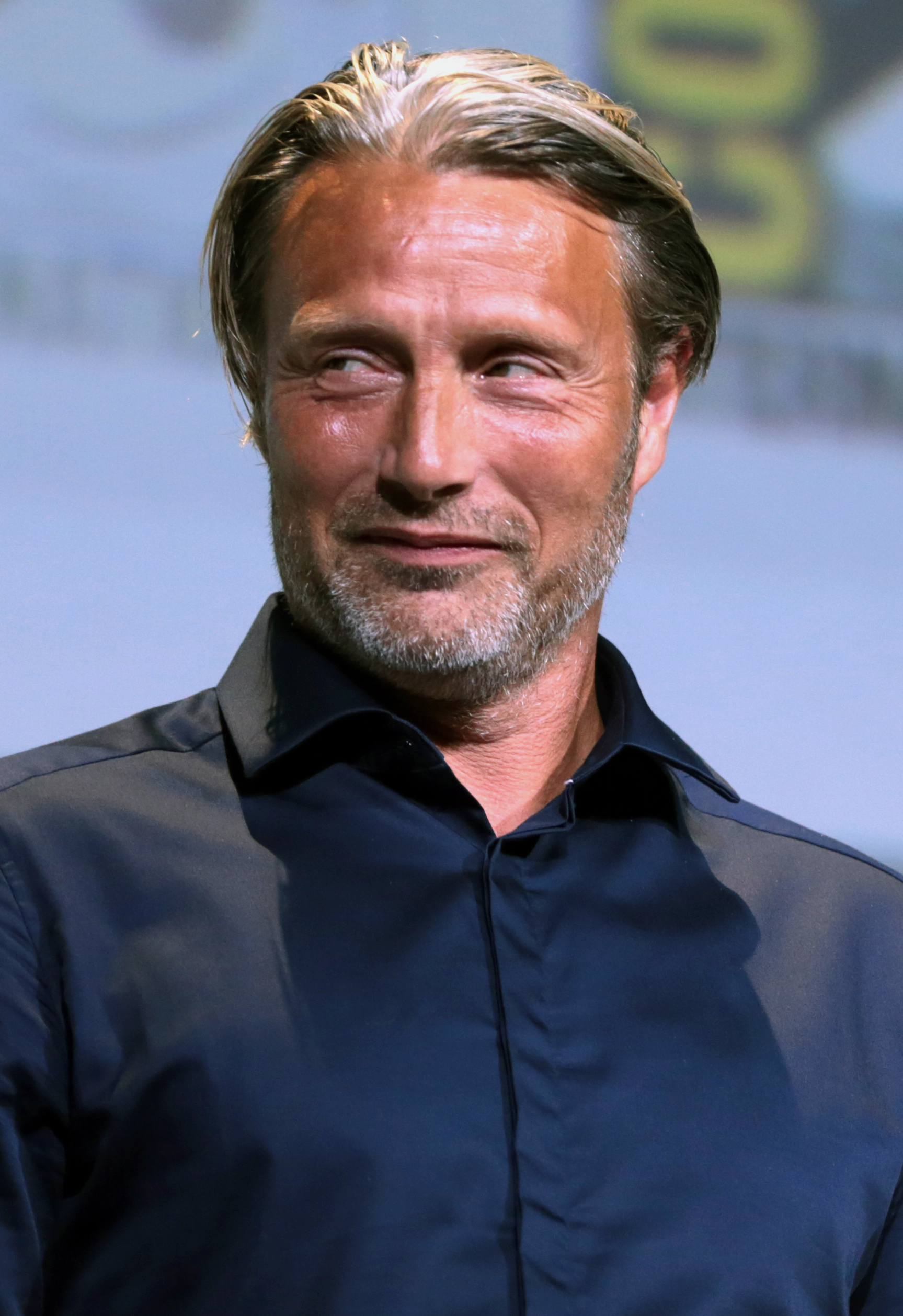
Mads Mikkelsen

Am erfolgreichsten in dieser Kategorie waren die dänischen Schauspieler Frits Helmuth (1990, 1994), Lars Simonsen (1985, 1998), Ulrich Thomsen (1999, 2004), Nikolaj Lie Kaas (2002 und 2012) und Mads Mikkelsen (2005 und 2014), die es auf je zwei Auszeichnungen brachten. 19 Mal stimmte der prämierte Darsteller mit dem späteren Bodil-Gewinner überein, zuletzt 2017 geschehen.

## Preisträger 1984–1999
| Jahr | Preisträger          | Filmtitel              | Deutscher Titel                    |
| ---- | -------------------- | ---------------------- | ---------------------------------- |
| 1984 | Jesper Klein         | Skønheden og udyret    | Lieber Vater, ich bin sechzehn     |
| 1985 | Lars Simonsen        | Tro, håb og kærlighed  | Twist & Shout                      |
| 1986 | Reine Brynolfsson    | Ofelia kommer til byen | nicht bekannt                      |
| 1987 | Torben Jensen        | Flamberede hjerter     | Flambierte Herzen                  |
| 1988 | Max von Sydow*       | Pelle erobreren        | Pelle, der Eroberer                |
| 1989 | Börje Ahlstedt       | Skyggen af Emma        | Emmas Schatten                     |
| 1990 | Frits Helmuth*       | Dansen med Regitze     | Tanzen mit Regitze                 |
| 1991 | Tommy Kenter*        | Lad isbjørnene danse   | Laß die Eisbären tanzen            |
| 1992 | Ole Lemmeke*         | De nøgne træer         | Der Feind im Inneren               |
| 1993 | Søren Østergaard*    | Kærlighedens smerte    | nicht bekannt                      |
| 1994 | Frits Helmuth*       | Det forsømte forår     | nicht bekannt                      |
| 1995 | Ernst-Hugo Järegård* | Riget                  | The Kingdom – Hospital der Geister |
| 1996 | Ulf Pilgaard*        | Farligt venskab        | Brain X Change                     |
| 1997 | Thomas Bo Larsen     | De største helte       | Zwei Helden                        |
| 1998 | Lars Simonsen        | Barbara                | Barbara                            |
| 1999 | Ulrich Thomsen*      | Festen                 | Das Fest                           |

## Preisträger und Nominierungen 2000–2009
2000
Niels Olsen – Der einzig Richtige (Den eneste ene)
Anders W. Berthelsen – Mifune – Dogma III (Mifunes sidste sang)
Kim Bodnia – Bleeder
Robert Hansen – Fruen på Hamre
Ali Kazim – Pizza King
Henrik Lykkegaard* – Bornholms stemme

2001
Jesper Christensen* – Die Bank (Bænken)
Anders W. Berthelsen – Italienisch für Anfänger (Italiensk for begyndere)
Bjarne Henriksen – Italienisch für Anfänger (Italiensk for begyndere)
Thure Lindhardt – Her i nærheden
Søren Pilmark – Blinkende Lichter (Blinkende lygter)

2002
Nikolaj Lie Kaas – Ein richtiger Mensch (Et rigtigt menneske)
Martin Buch – Fukssvansen
Lars Mikkelsen – Kira (En kærlighedshistorie)
Mads Mikkelsen – Shake It All About (En kort en lang)
Jens Okking* – Ein Jackpot für Helene (At klappe med een hånd)

2003
Jens Albinus* – At kende sandheden
Kim Bodnia – Gamle mænd i nye biler
Jørgen Kiil – Kleine Missgeschicke (Små ulykker)
Troels Lyby – Okay
Mads Mikkelsen – Open Hearts (Elsker dig for evigt)

2004
Ulrich Thomsen* – Das Erbe (Arven)
Lars Brygmann – Stealing Rembrandt – Klauen für Anfänger (Rembrandt)
Nikolaj Coster-Waldau – Manden bag døren
Frederik Christian Johansen – Hodder rettet die Welt (En som Hodder)
Nikolaj Lie Kaas – Dänische Delikatessen (De grønne slagtere)

2005
Mads Mikkelsen* – Pusher II
Mikael Birkkjær – Lad de små børn
Frits Helmuth – Villa paranoia
Mikael Persbrandt – Dag och natt
Ulrich Thomsen – Brothers – Zwischen Brüdern (Brødre)

2006
Troels Lyby – Anklaget
Jesper Christensen* – Totschlag – Im Teufelskreis der Gewalt (Drabet)
Bjarne Henriksen – Chinaman (Kinamand)
Nikolaj Lie Kaas – Todeshochzeit (Mørke)
Ulrich Thomsen – Adams Äpfel (Adams æbler)

2007
David Dencik – En Soap (En soap)
Jens Albinus – The Boss of It All (Direktøren for det hele)
Nicolas Bro* – Offscreen
Mads Mikkelsen – Nach der Hochzeit (Efter brylluppet)
Mads Mikkelsen – Prag
Janus Dissing Rathke – Der Traum (Drømmen)

2008
Lars Brygmann – Hvid nat
Anders W. Berthelsen – Bedingungslos (Kærlighed på film)
Kim Bodnia – Ekko
David Dencik – Alles außer Liebe (Uden for kærligheden)
Søren Pilmark – Hvordan vi slipper af med de andre

2009
Jakob Cedergren* – Frygtelig lykkelig
Anders W. Berthelsen – Was niemand weiß (Det som ingen ved)
Carsten Bjørnlund – En enkelt til Korsør
Thure Lindhardt – Tage des Zorns (Flammen og citronen)
Ulrich Thomsen – Wen du fürchtest (Den du frygter)

## Preisträger und Nominierungen 2010–2019
2010
Lars Mikkelsen – Headhunter
Willem Dafoe* – Antichrist
Thomas Ernst – Kærestesorger
Kristian Halken – Old Boys
Cyron Melville – Vanvittig forelsket

2011
Pilou Asbæk* – R
Jens Albinus – Alting bliver godt igen
Jakob Cedergren – Submarino
Mads Mikkelsen – Walhalla Rising (Valhalla Rising)
Mikael Persbrandt – In einer besseren Welt (Hævnen)

2012
Nikolaj Lie Kaas* – Dirch
Anders W. Berthelsen – Rosa Morena
Anders W. Berthelsen – Superclassico … meine Frau will heiraten! (SuperClásico)
Nicolas Bro – Beast
Jesper Christensen – Eine Familie (En familie)

2013
Søren Malling – Hijacking – Todesangst … In der Gewalt von Piraten (Kapringen)
Jens Jørn Spottag – Hvidstengruppen
Lars Mikkelsen – Viceværten
Mads Mikkelsen – Die Königin und der Leibarzt (En kongelig affære)
Søren Sætter-Lassen – Marie Krøyer

2014
Mads Mikkelsen* – Die Jagd (Jagten)
Pilou Asbæk – Spies & Glistrup
Jakob Cedergren – Sorg og glæde
Gustav Dyekjær Giese – Der Nordwesten (Nordvest)
Nikolaj Lie Kaas – Erbarmen (Kvinden i buret)

2015
Henrik Birch* – Der Mondfisch (Klumpfisken)
Morten Grunwald – Silent Heart – Mein Leben gehört mir (Stille hjerte)
Mikael Persbrandt – En du elsker
Nikolaj Lie Kaas – Schändung (Fasandræberne)
Stellan Skarsgård – Nymphomaniac Director’s Cut

2016
Ulrich Thomsen – Sommeren ’92
Pilou Asbæk – A War (Krigen)
Mads Mikkelsen – Men & Chicken (Mænd og høns)
Roland Møller* – Unter dem Sand – Das Versprechen der Freiheit (Under sandet)
Peter Plaugborg – The Idealist – Geheimakte Grönland (Idealisten)

2017
Søren Malling* – Parents (Forældre)
David Dencik – Fuglene over sundet
Mikkel Boe Følsgaard – Die Standhaften (De standhaftige)
Nikolaj Lie Kaas – Erlösung (Flaskepost fra P)
Ulrich Thomsen – Die Kommune (Kollektivet)

2018
Elliott Crosset Hove – Vinterbrødre
Dar Salim – Darkland (Underverden)
Dejan Čukić* – Fantasten
Nikolaj Lie Kaas – Du forsvinder
Sebastian Jessen – Mens vi lever

2019
Jakob Cedergren* – The Guilty (Den skyldige)
Baard Owe – Christian IV
Esben Smed – Per im Glück (Lykke-Per)
Matt Dillon – The House That Jack Built
Rasmus Bjerg – Så længe jeg lever

## Preisträger und Nominierungen seit 2020
2020
Esben Smed – Daniel (Ser du månen, Daniel)
Dar Salim – Til vi falder
Gustav Lindh – Königin (Dronningen)
Jesper Christensen – Før frosten
Zaki Youssef – Sons of Denmark (Danmarks sønner)
2021
Mads Mikkelsen – Der Rausch (Druk)
Mikkel Boe Følsgaard – Eine total normale Familie (En helt almindelig familie)
Nikolaj Lie Kaas – Helden der Wahrscheinlichkeit (Retfærdighedens ryttere)
Jacob Lohmann – Shorta – Das Gesetz der Straße (Shorta)
Mads Mikkelsen – Helden der Wahrscheinlichkeit (Retfærdighedens ryttere)
2022
Simon Bennebjerg – Pagten
Anders Matthesen – Der karierte Ninja 2 (Ternet Ninja 2)
Joachim Fjelstrup – Den blå orkidé
Nikolaj Coster-Waldau – Dinner for Two (Smagen af sult)
Søren Malling – Die Königin des Nordens (Margrete den første)
2023
Anders W. Berthelsen – Bamse
Elliott Crosset Hove – Vanskabte Land
Mehdi Bajestani – Holy Spider
Morten Burian – Speak No Evil
Morten Hee Andersen – Krysantemum
Ole Sørensen – Resten af livet
* = Schauspieler, die für ihre Rolle später die Bodil als Bester Hauptdarsteller des Jahres gewannen